# Elizabeth Pierrepont

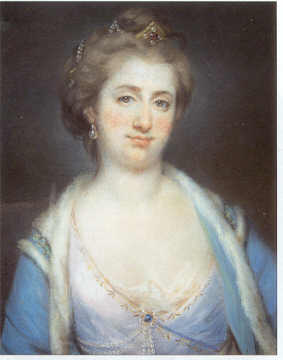
Księżna Kingston-upon-Hull

Elizabeth Pierrepont, księżna Kingston-upon-Hull (ur. 1720, zm. 26 sierpnia 1788 w Paryżu), angielska arystokratka, córka pułkownika Thomasa Chudleigha, jedyna kobieta w historii Wielkiej Brytanii sądzona przez sąd parów.
W 1743 r. została damą dworu księżnej Walii. O jej rękę starali się m.in. James Hamilton, 6. książę Hamilton i Augustus Hervey. Kiedy Hamilton wyjechał z Anglii, Elizabeth poślubiła potajemnie Herveya. Ślub odbył się w Lainston niedaleko Winchesteru 4 sierpnia 1744 r. Małżeństwo to nie należało do udanych i para szybko zaczęła żyć osobno. Hervey rozpoczął karierę w Royal Navy i do Anglii powrócił w 1746 r., kiedy okazało się, że ma spore szanse na odziedziczenie po starszym bracie tytułu hrabiego Bristol. Elizabeth podjęła więc starania, aby udowodnić legalność małżeństwa. Jednocześnie została kochanką 2. księcia Kingston-upon-Hull. W tym czasie Hervery postanowił rozwieść się z żoną, jednak Elizabeth publicznie zaprzysięgła, że jest niezamężna. W 1769 r. poślubiła księcia Kingston, który zmarł 4 lata później, pozostawiając jej cały majątek.
Po śmierci męża Elizabeth wyjechała w podróż po Europie. W Rzymie była przyjmowana przez papieża Klemensa XIV. W tym czasie (w marcu 1775 r.) Hervery odziedziczył tytuł 3. hrabiego Bristol. Wkrótce Elizabeth musiała powrócić do Anglii, gdyż krewny księcia Kingston, Evelyn Meadows, wniósł przeciw niej w grudniu 1775 r. oskarżenie o bigamię. W 1776 r. stanęła przed sądem parów. Rozprawie przewodniczył Lord Kanclerz lord Northington. Elizabeth została uznana za winną bigamii.
Po wydaniu wyroku Elizabeth wyjechała z Anglii, pozostawiając tam cały swój majątek. Nadal tytułowała się księżną Kingston, chociaż zgodnie z prawem przysługiwał jej tytuł hrabiny Bristol. W 1777 r. Hervey potwierdził ważność swojego małżeństwa z Elizabeth. Księżna mieszkała w tym czasie w Calais, Sankt Petersburgu, Paryżu i Rzymie. Zmarła w Paryżu w 1788 r.